# Pd2
Pd2 – polskie oznaczenie na PKP pruskiego parowozu pospiesznego serii KPEV S4, produkowanego w latach 1902–1909. Na kolejach niemieckich nosił później oznaczenie serii (Baureihe) 135. Parowóz posiadał dwucylindrowy silnik bliźniaczy na parę przegrzaną i był pierwszym seryjnym parowozem wyposażonym w przegrzewacz. Po I wojnie światowej polskie koleje eksploatowały 6 parowozów tego typu

## Powstanie lokomotyw z przegrzewaczem
Lokomotywa pruskiej serii S4 była pierwszym seryjnym parowozem z przegrzewaczem pary, pozwalającym na zwiększenie sprawności silnika parowego. Jej powstanie związane było z wynalazcą idei przegrzewacza, dr. inż. Wilhelmem Schmidtem oraz inżynierem Robertem Garbe z dyrekcji kolei pruskich w Berlinie, który stał się entuzjastą idei stosowania w parowozach dwucylindrowego silnika bliźniaczego na parę przegrzaną. Z ramienia Ministerstwa Robót Publicznych nadzorował on budowę prototypowych parowozów z przegrzewaczem.
Konstrukcja lokomotyw serii S4 stanowiła rozwinięcie popularnej serii S3, zaprojektowanej przez Augusta von Borriesa. Pierwszą lokomotywą na świecie wyposażoną doświadczalnie w przegrzewacz była właśnie zmodyfikowana lokomotywa serii S3, zbudowana w fabryce Vulcan w Szczecinie. Przegrzewacz ten był w formie dużej centralnej rury w walczaku kotła – płomieniówki o średnicy 445 mm, w której zamontowano wiązkę 26 połączonych na końcu rur, którymi płynęła para. Lokomotywa ta została dostarczona kolejom pruskim 12 kwietnia 1898 i weszła do służby pod numerem Hannover 74 (później, po przeniesieniu do innej dyrekcji, Cassel 20). W 1906 roku została przenumerowana na Cassel 401 i z uwagi na pokrewieństwo konstrukcyjne, zaliczona do serii S4. Drugą doświadczalną maszyną z przegrzewaczem z 1898 roku była Cassel 131, powstała przez podobną modyfikację lokomotywy serii P4¹ zakładów Henschel.
Idea parowozu z przegrzewaczem okazała się bardzo dobra – rozwijał on większą moc, a zarazem był ekonomiczniejszy w zużyciu węgla i wody, lecz pierwsze próby wykazały usterki związane z nową konstrukcją. Płaskie suwaki rozrządu pary nie sprawdzały się przy wyższej temperaturze pary i konieczne było ich zastąpienie przez suwaki tłokowe, w których należało z kolei rozwiązać problem uszczelnienia. Pierwotny przegrzewacz natomiast nie był konstrukcją udaną – tracił szczelność i był trudno dostępny do czyszczenia, wobec czego inż. Schmidt przedstawił kolejne projekty przegrzewacza.
W 1899 roku fabryka Vulcan zbudowała następny parowóz S3 z przegrzewaczem (numer Hannover 86, od 1906 roku zaliczony do serii S4 z numerem Hannover 401). Tym razem zastosowano w nim przegrzewacz komorowy, którego rury były umieszczone w dymnicy. W 1900 roku czwarty parowóz z przegrzewaczem, również na bazie serii S3, zbudowała berlińska firma Borsig. Został on zaprezentowany w tym samym roku na wystawie światowej w Paryżu, gdzie otrzymał nagrodę Grand Prix; nosił numer Berlin 74, a od 1906 został zaliczony do serii S4 z numerem Posen 401.

## Produkcja seryjna
Seryjna produkcja lokomotyw S4 według projektu Roberta Garbe, z przegrzewaczem komorowym Schmidta, ruszyła w firmie Borsig, która w 1902 roku zbudowała pierwsze 6 sztuk. Do 1906 roku Borsig zbudował ich łącznie 40. W 1906 roku 10 lokomotyw zbudował Humboldt, a następnie w latach 1907–1909 ostatnie 54 lokomotywy zbudował Henschel. Budowane od 1906 roku lokomotywy, oznaczone jako znormalizowany wzór (Musterblatt) XIV-2, były jednak już wyposażone w doskonalszy przegrzewacz płomienicowy Schmidta, w którym zagięte rurki przegrzewacza umieszczone były w walczaku kotła w stosunkowo cienkich rurach ogniowych – płomienicach. Pozwalał on na rozwiązanie problemów z obrastaniem elementów przegrzewacza nalotem z sadzy i korozją, na co narażone były w środowisku pary wodnej w dymnicy, a nadto pozwalał na dalsze zwiększenie temperatury pary. Uboczną zaletą było zlikwidowanie nadmiernego obciążenia osi napędnych lokomotywy. 35 lokomotyw z przegrzewaczem komorowym zostało później przebudowanych według nowego standardu. Łącznie, oprócz trzech doświadczalnych, zbudowano 104 seryjne lokomotywy, które w 1906 roku zaliczono jako seria S4.
Po I wojnie światowej Polskie Koleje Państwowe otrzymały 6 parowozów tego typu z dyrekcji bydgoskiej KPEV, oznaczonych w Polsce jako seria Pd2 (numery Pd2-1 do Pd2-6). Początkowo służyły w parowozowni Łódź Kaliska, a później zostały dyslokowane na kresy wschodnie i w 1939 roku pięć służyło w parowozowni Rawa Ruska. Pięć z nich (bez Pd2-4) zostało zdobytych przez Niemców po wybuchu II wojny światowej i wcielone do kolei niemieckich pod numerami 13 401 do 13 405. Po wojnie seria ta nie występowała już w Polsce.
Wkrótce po I wojnie światowej większość lokomotyw została w Niemczech wycofana i tylko 4 otrzymały w 1925 roku nowe numery kolei DRG serii 135 (13 501 do 13 504), lecz niedługo potem również zostały wycofane.
Lokomotywa S4 mogła ciągnąć po równym pociąg o masie 420 ton z prędkością 80 km/h (lokomotywa S3 – o masie do 325 t z prędkością 80 km/h).
Następcą serii S4 była doskonalsza lokomotywa serii S6, o takim samym układzie osi.

## Dalsza literatura
- Paweł Terczyński: Parowozy serii Pd2 i Pd5, „Świat Kolei” nr 12/2001